# Decibel
För andra betydelser, se Decibel (olika betydelser).
Decibel [dB] är ett logaritmiskt mått. Det används för att ange ett förhållande till ett referensvärde och definieras enligt
{\displaystyle {\mbox{dB}}=10\cdot \log _{10}\left({\frac {\text{effekt}}{\text{referensvärde}}}\right)}
Decibel används ofta för att beskriva ljudnivå, elektrisk signalstyrka och digitala signaler.

## Räkneexempel
dB-skalan är logaritmisk på så sätt att en ökning med 10 dB (1 bel) innebär en ökning av effekten med en faktor 10. 0 dB innebär att värdet motsvarar referensnivån, 10 dB innebär att effekten är 10 gånger högre än referensnivån, 20 dB innebär att effekten är 100 gånger högre än referensnivån och 30 dB innebär att effekten är 1000 gånger högre än referensnivån. Omvänt så betyder −10 dB att effekten är en tiondel av referensnivån och −20 dB att effekten är en hundradel av referensnivån.

## Exempel på olika typer av decibel
- dB SPL, referensnivå: 0,02 mPa (hörseltröskeln för människa, medelvärde för ett stort antal individer)
- dB(A), referensnivå: 0,02 mPa, men A-vägt (inte enligt en jämn frekvensgång)
- dB(C), referensnivå: 0,02 mPa, men med C-vägning, efterbildande örats känslighet vid mycket höga ljudstyrkor.
- dBFS, referensnivå: Högsta möjliga digitala värde.
- dBU, referensnivå: 0,7746 volt (motsvarar 1 mW vid 600 ohm)

Det finns en stor mängd andra relativvärden för dB.
Formel för att räkna ut ljudstyrkan {\displaystyle L_{2}} hos en punktkälla på ett avstånd {\displaystyle r_{2}} om du känner ljudstyrkan {\displaystyle L_{1}} på ett avstånd {\displaystyle r_{1}}:
{\displaystyle L_{2}=10\lg \left({\frac {r_{1}^{2}}{r_{2}^{2}}}\right)+L_{1}}
Exempel: Man känner till att ljudstyrkan är 100 dB på 25 meters avstånd och vill ha reda på hur stor ljudstyrkan är på 100 m avstånd. Med insatta värden i formeln blir ljudstyrkan cirka 88 dB.

### Akustiskt ljudtryck
Ljud är tryckförändringar i luft.  
Enligt inversa kvadratlagen ökar ljudnivån med 6 dB om avståndet till ljudkällan minskar till hälften. Därmed ökar ljudtrycket tvåfalt.
När man gör en mätning av ljudnivå är det viktigt att ange avståndet till källan, och om det är ett topp- eller effektivvärde. Tidsintervallet är också mycket relevant. Referensvärdet är antagligen SPL:s, men eventuell vägning i frekvensresponsen är en viktig faktor för resultatet.

### Elektriska signalstyrkor
Olika referenserna finns som angivelser för signalnivåer:
- dBu relaterar till elektrisk spänning. 0 dBu anger 0,775 volt spänning.
- dBm relaterar till effekt. 0 dBm anger 1 milliwatt vilket motsvaras av 0,775 volt över 600 ohms belastning.
- dBV relaterar till spänning. 0 dBV anger 1 volt.
- dBv relaterar till spänning. I likhet med dBu anger 0 dBv spänningen 0,775 volt.

dBu och dbv är således två olika beteckningar för samma sak. dBu började användas för att undvika förväxlingar mellan dBV och dBv och är därför att föredra.
Skillnaden mellan dBV och dBu är 2,2 dB. Om dBV-utrustning visar 0 dB, kommer dBu-utrustning att visa +2,2 dBu. Om dBu-utrustning visar 0 dB, kommer dBV-utrustning att visa -2,2 dBV.

### Digitala nivåer
- dBFS (dB Full Scale) har en referensnivå som är den högsta möjliga nivån i ett digitalt system.

Det är inte möjligt att överskrida nivån, eftersom den digitala talrepresentationen inte medger detta. Vid försök att höja nivån över 0dBFS uppstår klippning och digital distorsion. I digitala sammanhang är dBFS-värdet mindre än eller lika med noll.
Man skiljer på dBFSpeak  (ibland förkortat dBFSp ) och dBFSrms. Peak-värden anger momentana enskilda sampelnivåer refererat till maxnivån 0dBFSp. Dock finns det olika standarder inom telekomvärlden som använder olika definitioner för dBFSrms , som är ett effektivvärde.  De två olika definitioner som förekommer är:
1. En sinusvåg med full utstyrning utan klippning i ett digitalt system sägs ha 0 dBFS rms
2. En fyrkantvåg med full utstyrning utan klippning i ett digitalt system sägs ha dBFSrms. (En sinusvåg med maximal utstyrning har då -3 dBFSrms enligt denna definition.)

Det har visat sig att definition 2. har en fördelaktig egenskap genom att skillnaden mellan peak och rms-nivåer bibehålls då man går från analog till digital domän. Om man använder definition 1. behöver man skifta rms-värdena 3 dB vilket försvårar jämförelser i dynamik.
- dBm0 är ytterligare en digital nivåenhet som bygger på en definition av ett speciellt sinusliknande sampelmönster som definieras som nivån 0 dBm0. Definitionen är gjord för en rms-nivå och ligger faktiskt lägre än den maximala nivån i ett samplat system. Det är dessutom så att nivåskillnaden mellan dBm0-nivåer och dBFS-nivåer beror på vilken av kodningarna  A-law and μ-law man använt för ljudrepresentationen.

0dBFS rms (enligt definition 1. dvs en fullt utstyrd sinusvåg i ett samplat system) = +3,14 dBm0 för A-law-kodning och +3,17 dBm0 för μ-law-kodning.

## Etymologi
Enheten är namngiven efter den skotsk-amerikanske röstfysiologen och uppfinnaren Alexander Graham Bell (1847-1922).